# Ебба Браге
Ебба Магнусдоттер Браге (швед. Ebba Magnusdotter Brahe, 16 березня 1596, Лер'єхольм — 5 січня 1674, Стокгольм) — шведська придворна дама з роду Браге .

## Біографія
Ебба була дочкою королівського дротса, графа Магнуса Браге. В 1611 році, після смерті своєї матері, вона стає фрейліною вдови, шведської королеви Кристини. Володіючи винятковою красою, Ебба Браге підкорила серце юного короля Швеції Густава II Адольфа. Останній був настільки закоханий у дівчину, що у своєму листі від 1613 року просив її про зустріч зі старим графом Браге, у якого збирався просити згоду на шлюб з його дочкою. Проте королева-мати виступила рішуче проти цього зв'язку.
Не зумівши подолати її вплив на Густава II Адольфа, Ебба в 1618 році виходить заміж за королівського маршала, відомого полководця Якоба Делагарді. У цьому шлюбі вона народила 14 дітей. Серед них найбільш відомий Магнус Габріель Делагарді (1622—1686), канцлер і фаворит королеви Кристини (згідно з поширеним ще в XVIII столітті чуток, він був сином Ебби і короля Густава II Адольфа).

Густава II та Ебба Браге

Якоб Делагарді помер у 1652 році. Після цього Ебба бере управління сімейним господарством в свої руки і багаторазово примножує свій статок. Вона купує кілька маєтків, в 1667 році судиться з Юханом Оксеншерна, сином всемогутнього канцлера Швеції Акселя Оксеншерна. Після того, як на одному з її земельних володінь були відкриті великі родовища залізної руди, Ебба Браге досить успішно займалася видобутком руди і металургією і ще більше збільшила свій капітал.